# Deadmau5 Circa 1998-2002
deadmau5 circa 1998-2002 è la prima compilation realizzata dal disc jockey e produttore discografico canadese deadmau5.
Pubblicata sotto lo pseudonimo di Halcyon441 sulla sua pagina SectionZ. Contiene la canzone Aural Psynapse che poi ha perfezionato e pubblicato nel 2011, e la traccia Feelin' Fresh su cui si sarebbe basata Cthulhu Sleeps pubblicata nel 2010. La compilation contiene anche canzoni incluse in Get Scraped.

## Tracce
1. Xeogenesis
2. Another Mistake
3. Dig This
4. Drifting Away
5. Reakt (Version 0.5_beta)
6. Section Z
7. Washed
8. Mentasmic
9. Do It Again
10. I Don't Want No Other
11. Good Karma
12. No Title
13. The Big Difference
14. Elephants on the Loose
15. Rubik Obsidian (Halcyon441 Remix)
16. Mental Image (Trance Remix)
17. Hiatus Fantasy
18. How to Flame
19. Release v288
20. Screen Door
21. Superlover
22. My Opinion
23. Feelin' Fresh
24. Aural Psynapse
25. The Oshawa Connection
26. Milk
27. Intelstat
28. Audro (Viscosity Remix)
29. Cafe del Spain
30. Bored of Canada
31. American Slushie
32. Long Walk off a Short Pier
33. Homeland Security
34. Hello Sugar
35. Uploadin' and Downloadin'